# ポルタメント小牧
ポルタメント小牧（ポルタメントこまき）とは、愛知県小牧市の教育委員会の働きかけによって結成された、小牧市在住の音楽家や演奏家を中心とした組織。

## 概要
- 会員は、2007年現在約70名。
- 市内各地で、定期的にコンサートなどを企画・運営している。
- 会報誌「Portamento」を、年2回発行している。
- 事務局は、小牧市教育委員会の文化振興課が、代行している。

## 名称の由来
「ポルタメント」とは、イタリア語で「足取り」や「ある音から他の音へとなめらかに移行する」などの意味を持つ言葉。つづりは、「Portamento」。

## 沿革
- 1997年（平成9年）1月 - 結成

## 組織
- 会長：藤本圭子（ソプラノ歌手）
- 副会長：新屋千夏（ピアノ奏者）、長江希代子（ソプラノ歌手）

事務局

所在地：小牧市堀の内一丁目1番地 小牧市役所内 小牧市教育委員会文化振興課